# Gymnochanda filamentosa
Gymnochanda filamentosa és una espècie de peix pertanyent a la família dels ambàssids.

## Descripció
- Fa 3,8 cm de llargària màxima.[6][7]

## Hàbitat
És un peix d'aigua dolça i salabrosa, bentopelàgic i de clima tropical (23 °C-26 °C).

## Distribució geogràfica
Es troba a Indonèsia (oest de Borneo) i Malàisia.

## Observacions
És inofensiu per als humans.